# فورت مک‌موری
فورت مک‌موری (به انگلیسی: Fort McMurray) یک ناحیه خدماتی شهری در منطقه شهرداری وود بوفالو در استان آلبرتا در کشور کانادا می‌باشد.
فورت مک‌موری در اول سپتامبر سال ۱۹۸۰ میلادی به‌طور رسمی تبدیل به شهر شد اما در اول آوریل سال ۱۹۹۵ بخاطر پیوستن به منطقه ۱۸ شهرداری وود بوفالو عنوان شهر از آن برداشته شد تا ناحیه شهرداری وود بوفالو تشکیل شود. با این وجود کماکان فورت مک‌موری توسط بسیاری از ساکنان، سیاست‌مداران و رسانه‌ها شهر نامیده می‌شود.

## جمعیت
فورت مک‌موری نزدیک به ۸۰ هزار نفر جمعیت دارد.